# 三角島 (広島県)

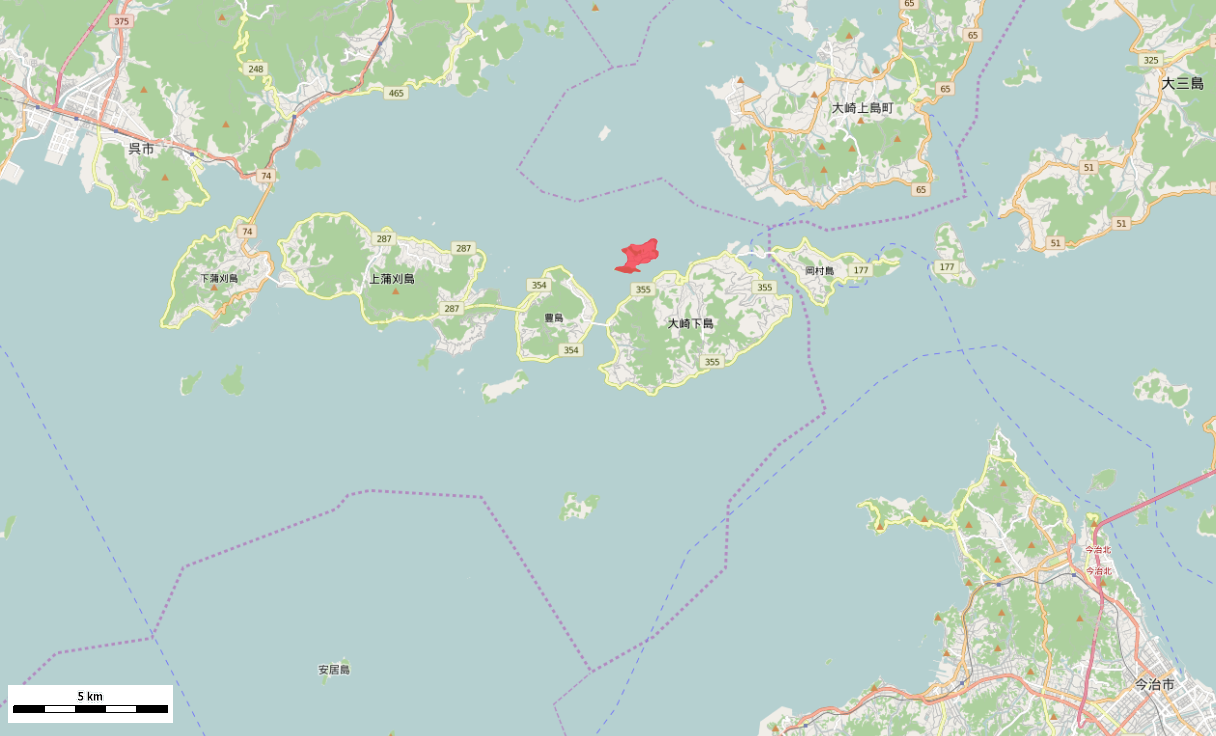
周辺

三角島（みかどしま）は、瀬戸内海芸予諸島の島。有人島である。

## 地理
大崎下島の北約0.6kmに位置する。大崎下島は安芸灘とびしま海道によって本州の広島県呉市中心部とは結ばれているが、三角島は結ばれておらず離島になる。
島の東側大部分が〒734-0304呉市豊町久比、西側斜面付近のみが〒734-0102呉市豊浜町大浜。
面積0.78km2、周囲約4km。主峰は110.3m、大部分が山地である。気候は瀬戸内海式気候。
集落は南側に1つのみ。柑橘の耕作地がわずかに残る。かつて島内で造船業者が創業していたが2023年時点で撤退している。人口16人、高齢化率75.0%（2020年）。2010年から2020年までの人口増加率は-73.8%で、これはかつて造船業者の外国人労働者を人口に入れており業者の撤退に伴い数字が悪化した。集落維持が困難な状況にある。
日常生活機能は豊島に依存している。携帯電話、光通信回路など通信網は整備されている。観光・宿泊施設は全く無いが、日帰りで釣り客は訪れる。

## 歴史
この島には古墳が2つ発見されている。双方とも横穴式石室で、つまり古墳時代後期以降のものである。
宮島の厳島神社がその建立（593年）にあたり主祭神として宗像三女神を勧請、その際にこの島に仮宮を建立した。これがこの島に残る美加登神社だと伝承に残る。
明治以降の行政区分は、豊田郡豊町久比と豊田郡豊浜町大浜になるが、分割された理由など詳細は不明。2005年に市町村合併により全島域が呉市になった。
広で創業した寺岡がこの地に三角工場を置いたのは1972年のことで、寺岡の主要工場となっていたが、現在は撤退している。

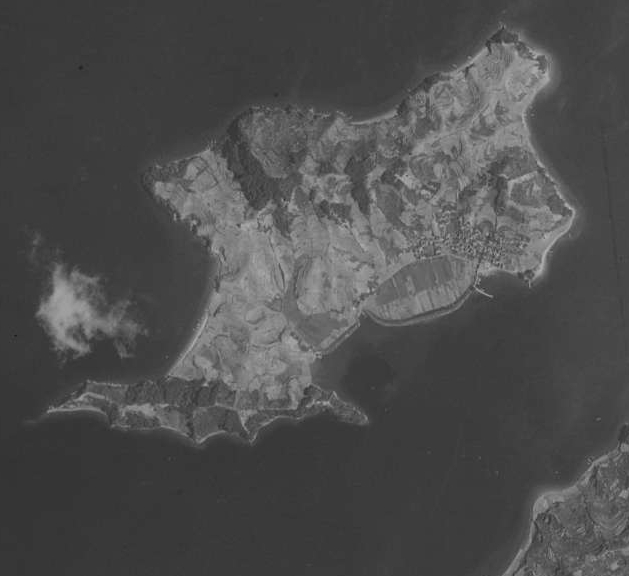
1948年アメリカ軍撮影。ほぼハゲ山なのがわかる。島の南側の耕作地は入堀が見えるため塩田であった可能性がある。ハゲ山の理由の一つとして、この地域では製塩の際に薪が必要であったため大量に伐開されたと考えられる[11]。
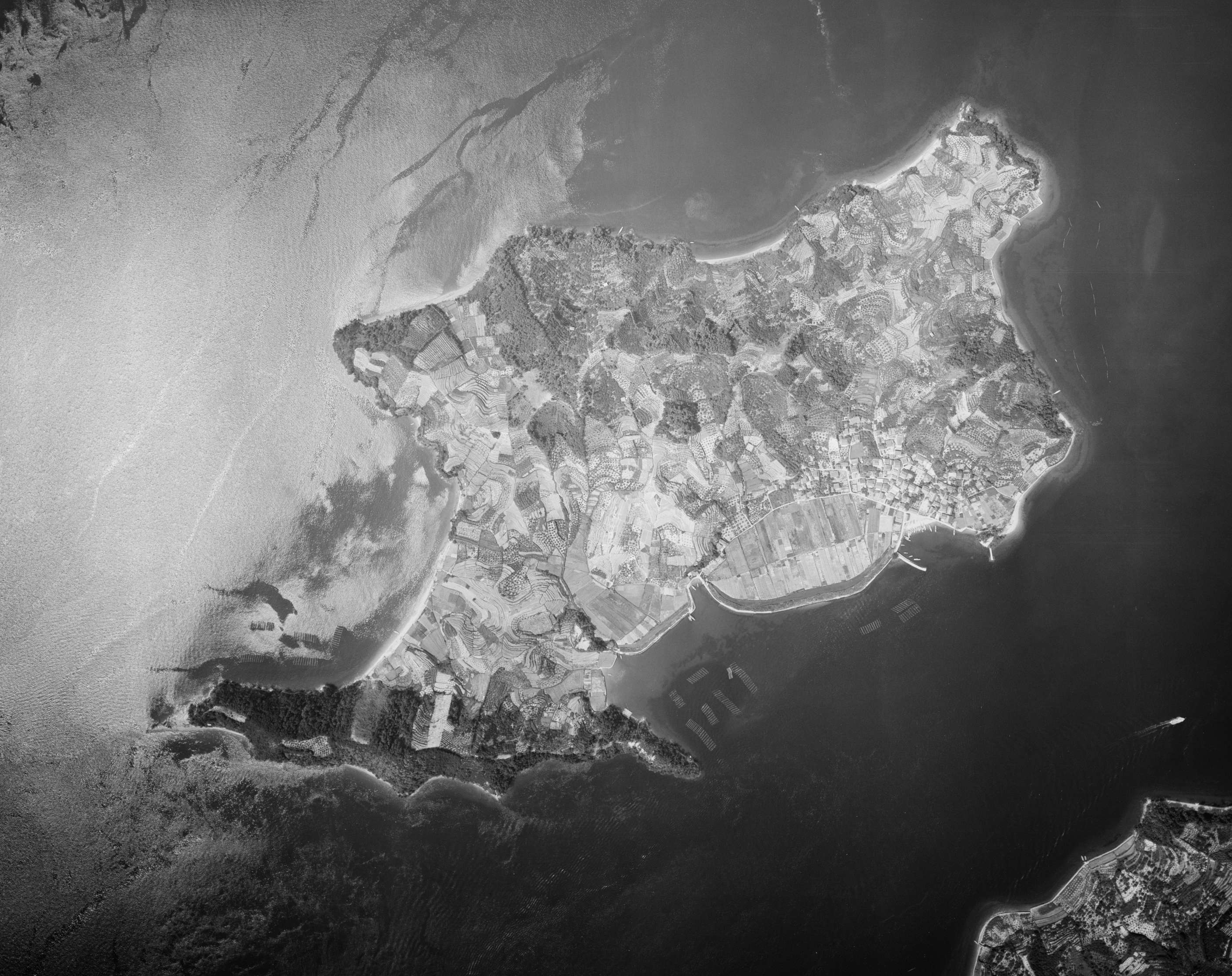
1962年
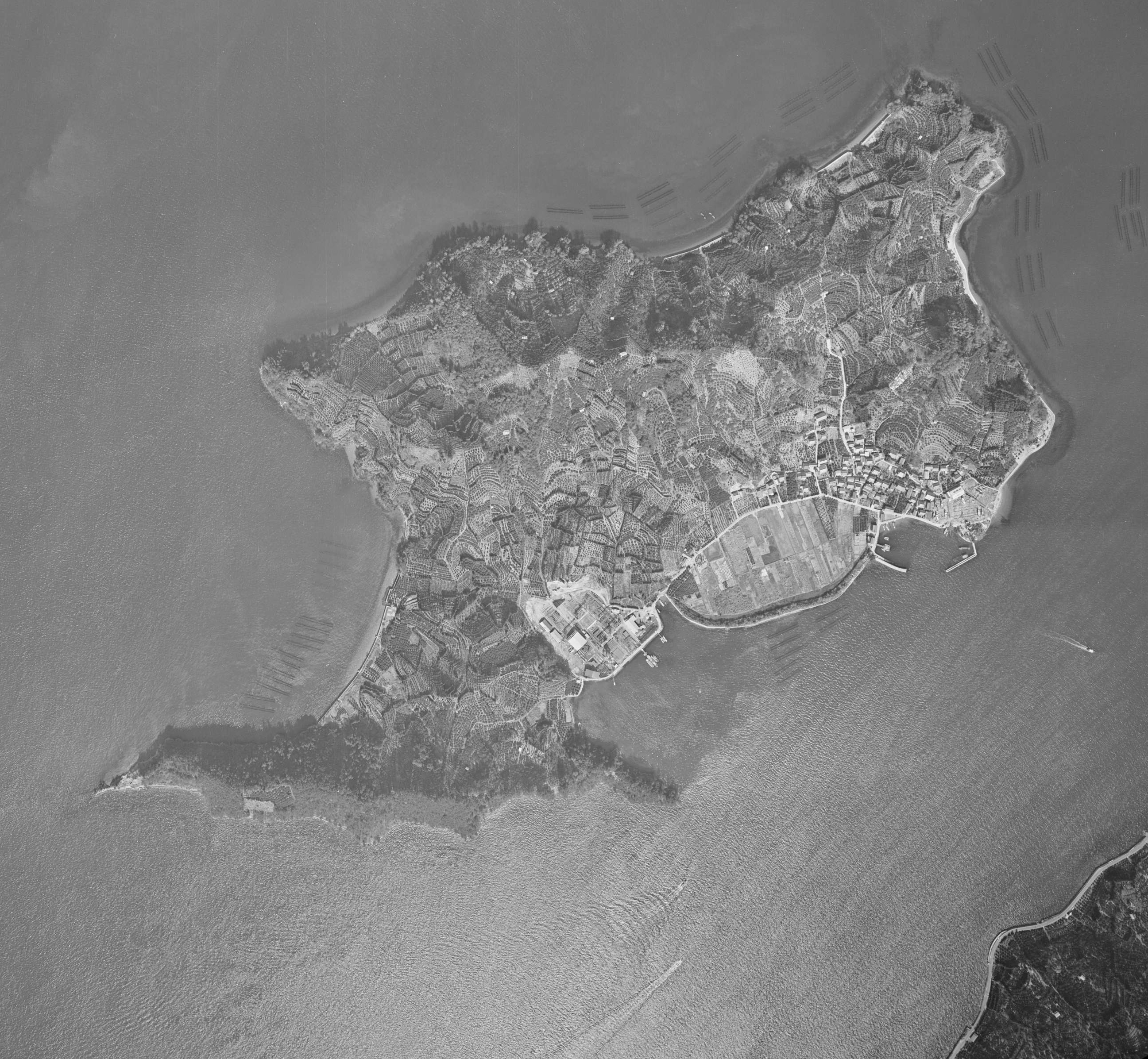
1974年[12]。寺岡が進出している。
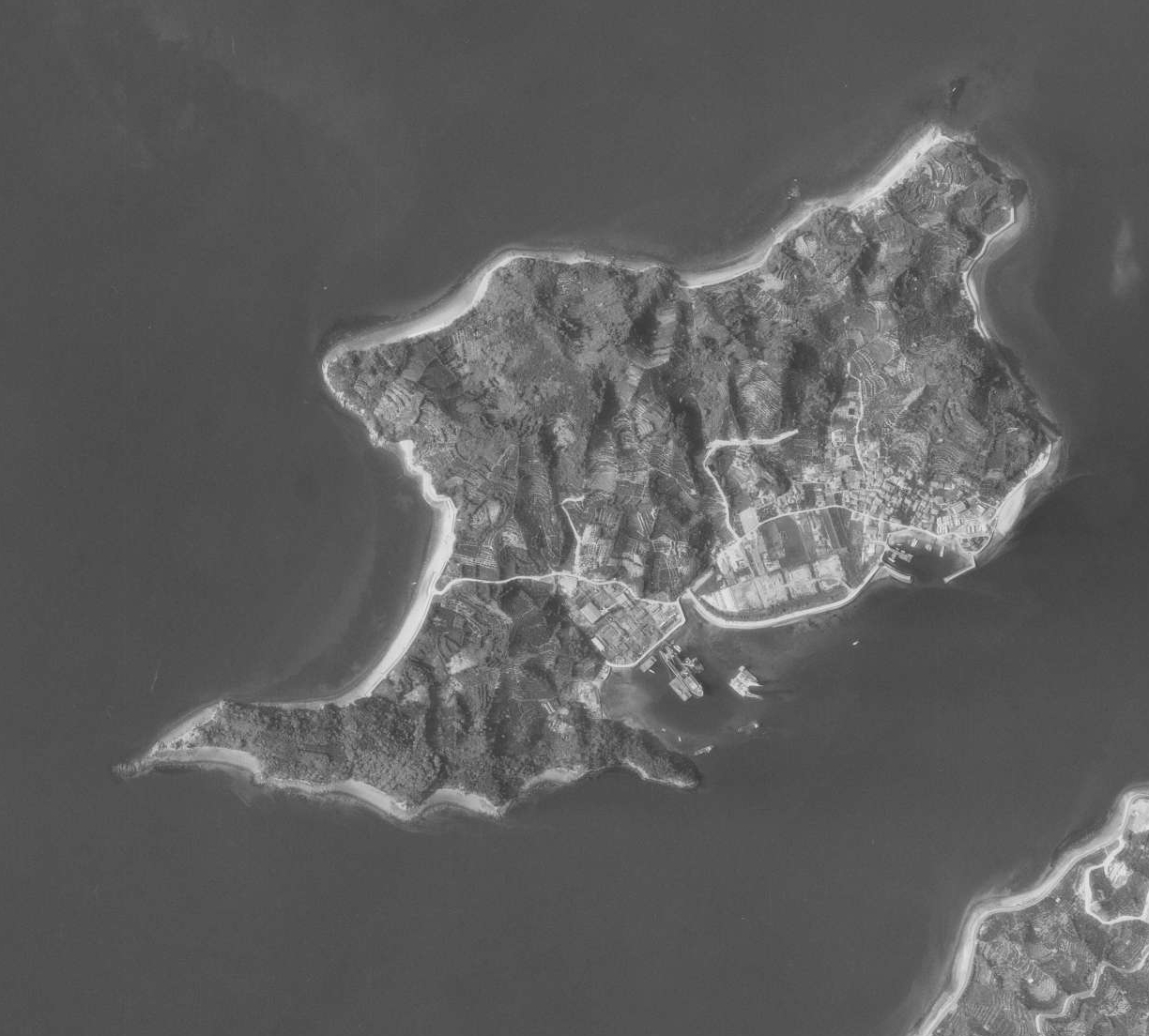
1990年[12]。
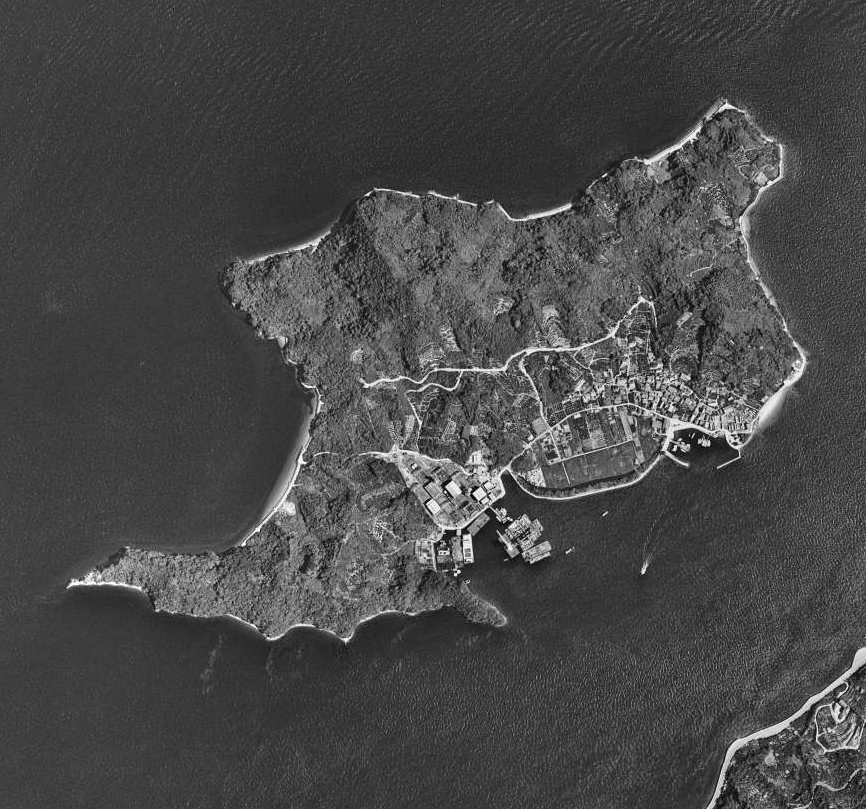
2006年[12]。

## 交通
大崎下島久比港を往復する「三角航路」があるのみ。なおこの航路は2015年より斎島汽船に事業譲渡されている。

## 参考資料
- “広島県離島振興計画（令和５～14年度）” (PDF).   広島県 (2023年5月). 2024年2月13日閲覧。
- “広島県離島振興計画（平成２５年度～平成３４年度）” (PDF).   広島県 (2013年12月). 2016年2月20日閲覧。